# Aéroport de Paris-Orly

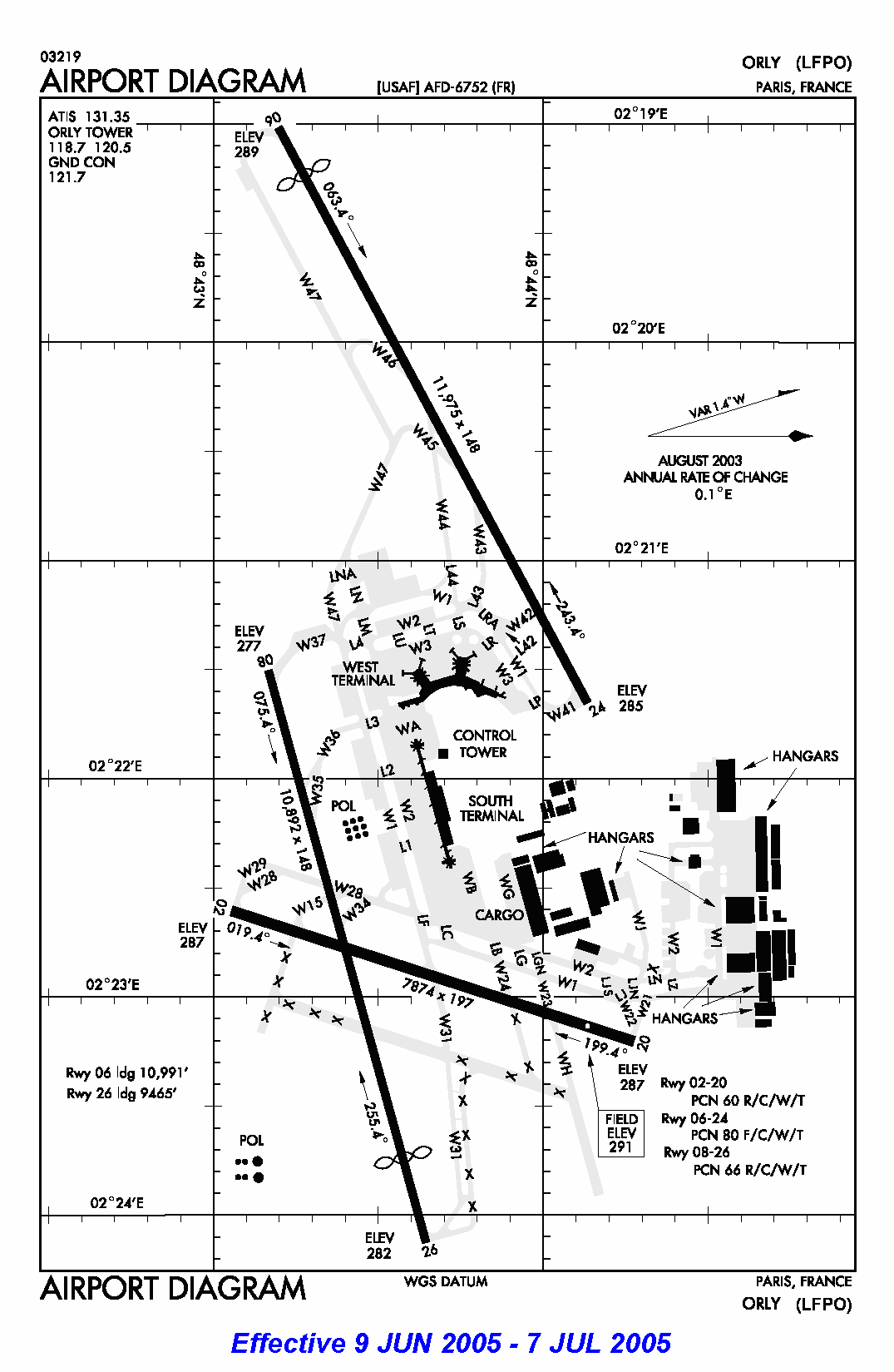
Diagram van de luchthaven Orly

Luchthaven Parijs-Orly (Frans: Aéroport de Paris-Orly) (IATA: ORY, ICAO: LFPO), gelegen in Orly, 14 km ten zuiden van Parijs, wordt naast internationaal vliegverkeer gebruikt voor Franse binnenlandse vluchten en door chartermaatschappijen. De luchthaven maakt onderdeel uit van het beursgenoteerde Aéroports de Paris.
De luchthaven heeft twee terminals, een westelijke en een zuidelijke. Een eerder bestaande noordelijke terminal is in de jaren 70 afgebroken.

## Geschiedenis
Oorspronkelijk bekend als Villeneuve-Orly Airport, werd het vliegveld in de banlieue ten zuiden van Parijs in 1932 geopend als een tweede luchthaven naast Le Bourget.

### Ongelukken en aanvallen
Op 3 juni 1962 stortte kort na vertrek een door Air France gecharterde Boeing 707 neer, met bestemming Atlanta. Daarbij stierven 130 van de 132 inzittenden.
Ook werd de luchthaven al tweemaal opgeschrikt door (herhaaldelijk mislukte) aanslagen. Bij de tweede aanslag, op 15 juli 1983, werd het kantoor van Turkish Airlines opgeblazen. Hierbij vielen acht doden (twee Turken, vier Fransen, een Amerikaan en een Zweed) en 63 gewonden. Deze aanslag werd gepleegd door de Armenian Secret Army for the Liberation of Armenia.
Op 18 maart 2017 wist een man het dienstwapen van een op de luchthaven dienstdoende militair te bemachtigen. Toen hij hiermee wegrende, werd hij door collega's van deze militair doodgeschoten. Hierop werd de luchthaven ontruimd en volledig doorzocht door een antiterrorisme-eenheid.

## Bereikbaarheid
Luchthaven Orly is verbonden met de A6.
Met het openbaar vervoer kan op meerdere manieren Parijs bereikt worden:
- Sinds 24 juni 2024 is de Parijse metrolijn 14 vanuit Saint-Denis en het centrum van Parijs verlengd tot aan het metrostation van de luchthaven[2] in het kader van het project Grand Paris Express. Via de metro kan ook overgestapt worden op de RER C.
- Er is vanuit de luchthaven ook een tweede metrolijn, M18 gepland, in noordwestelijke richting.
- Reizigers kunnen via de automatische Orlyval naar Station Antony reizen, waar men kan overstappen op de voorstadstrein RER B.
- Verder is de luchthaven bereikbaar per tram (tramlijn 7) en per regionale bus.

Vanwege een beveiligingsprobleem met de MediaWiki Graph-software is het momenteel niet mogelijk deze grafiek weer te geven. Zodra de software is bijgewerkt zal de grafiek vanzelf weer zichtbaar worden.

## Culturele referenties
Gilbert Bécaud heeft het vliegveld bezongen in Dimanche à Orly (1963), een vrolijk liedje over de middenklasse die op zondagmiddag naar de vliegtuigen kwam kijken. Jacques Brel reageerde daarop in 1977 met een inktzwart chanson onder de titel Orly.